# Witań
Witań (ukr. Витань) – wieś na Ukrainie w rejonie rohatyńskim obwodu iwanofrankiwskiego.
Miejscowość położona na południe od Czahrowa poniżej drogi do Bursztyna.